# Danehof (Nyborg)
|  | Danehof (middelaldermarked). For rigsforsamlingen se Danehof |
Danehof er et middelaldermarked, som afholdes på borgterrænet ved Nyborg Slot den første weekend i juli måned i Nyborg på Østfyn. Markedet er inspireret af det historiske danehof, der blev afholdt i byen i middelalderen. Markedet har fået karakter af en byfest, idet flere af de centrale gader har været afspærret til boder og optrin. Eksempelvis bruges pladsen for Nyborg Rådhus til ridderturneringer. I 2014 satte markedet rekord med knap 45.000 gæster. I 2017 vurderede museet, at der kom et sted mellem 30.000 og 35.000 gæster, men da der ikke betales entre og der ikke er en indgang, hvor folk kan blive talt, er dette udelukkende et estimat.
Markedet indeholder boder med salg af historiske varer, opvisninger af våbenbrug, musik og gøgl. Blandt de optrædende har været den danske middelaldermusikgruppe Almune, og en gruppe der opfører autentiske ridderturneringer med faste lanser, som også har optrådt i bl.a. Sankt Wendel i Saarland, Moskva og Middelaldercentret ved Nykøbing Falster.